# Октябрьский район (Красноярск)
Октя́брьский райо́н — один из районов Красноярска, расположенный на левом берегу Енисея.

## География
В районе 174 улицы общей протяжённостью 1277 км, многие из них названы именами знаменитых людей страны и города. Жилых домов — 4996, общей жилой площадью 2970 тыс. м². Школ, лицеев, гимназий—25.

## История
Октябрьский район — один из старейших районов города, в июне 2008 года ему исполнилось 70 лет.
Постановлением Президиума ВЦИК от 25 июня 1938 года в Красноярске был образован Кагановичский район, который в 1957 году был переименован в Октябрьский.
В ноябре 1979 года Октябрьский район был разделен на два — от него отошёл Железнодорожный район. Теперь Октябрьский район — это относительно новый быстроразвивающийся район со всей присущей для новой современной городской территории инфраструктурой. Недавно ещё окраинная часть города за короткий срок превратилась в современные микрорайоны и застройки, составляющие крупный район города.
В плане архитектуры и градостроительства Октябрьский район имеет свои специфические особенности. Эта особенность заключается в том, что он большей своей частью граничит с зелёной зоной города.

## Население
| 1959     | 1970     | 1979     | 1989     | 2002     | 2009     | 2010     |
| -------- | -------- | -------- | -------- | -------- | -------- | -------- |
| 115 771  | ↘93 464  | ↗116 219 | ↗136 704 | ↗138 521 | ↗148 731 | ↗153 112 |
| 2013     | 2014     | 2015     | 2016     | 2017     | 2021     |          |
| ↗163 930 | ↗170 166 | ↗174 048 | ↗177 971 | ↗180 651 | ↗186 772 |          |

## Экономика

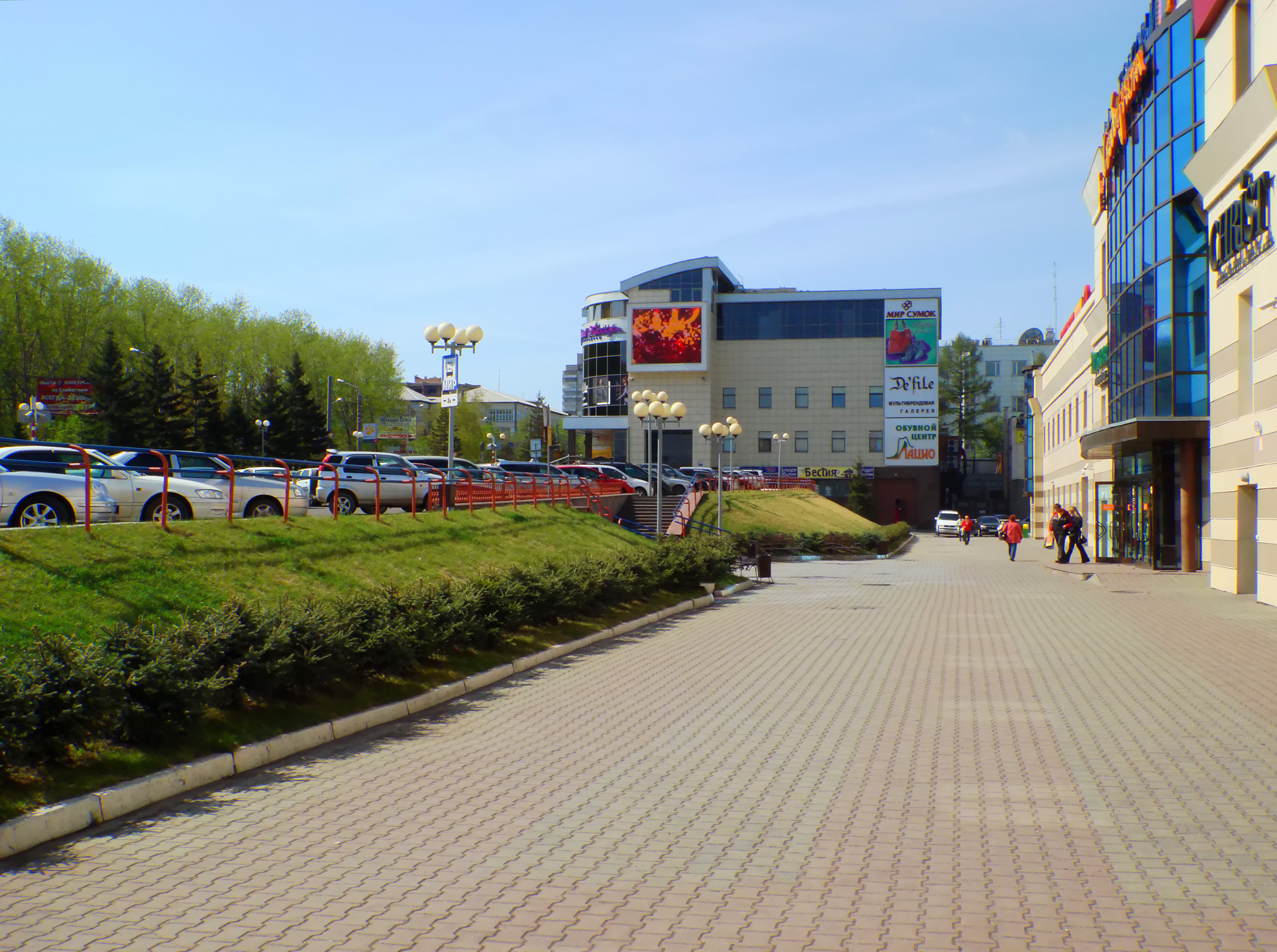
Вид на торговый центр «Петровский Пассаж» рядом с «Торговым кварталом на Свободном» (2009)

На территории района расположено 14 крупных промышленных предприятий, ими в 2000 году произведено продукции (работ, услуг) в фактических ценах предприятий (без НДС и акциза) на 894,31 млн рублей, в том числе товаров народного потребления на 582,59 млн рублей, в том числе выпуск пищевых продуктов на 496,36 млн рублей. Пищевая промышленность является крупнейшей отраслью хозяйства в Октябрьском районе.